# Xã Riga, Quận McHenry, Bắc Dakota
Xã Riga (tiếng Anh: Riga Township) là một xã thuộc quận McHenry, tiểu bang Bắc Dakota, Hoa Kỳ. Năm 2010, dân số của xã này là 79 người.